# دریاچه پیینه
دریاچه پَییَنِّه {{فنلاندی|Lake Päijänne) یک دریاچه در فنلاند است که در آسیککالا واقع شده‌است.

## نگارخانه

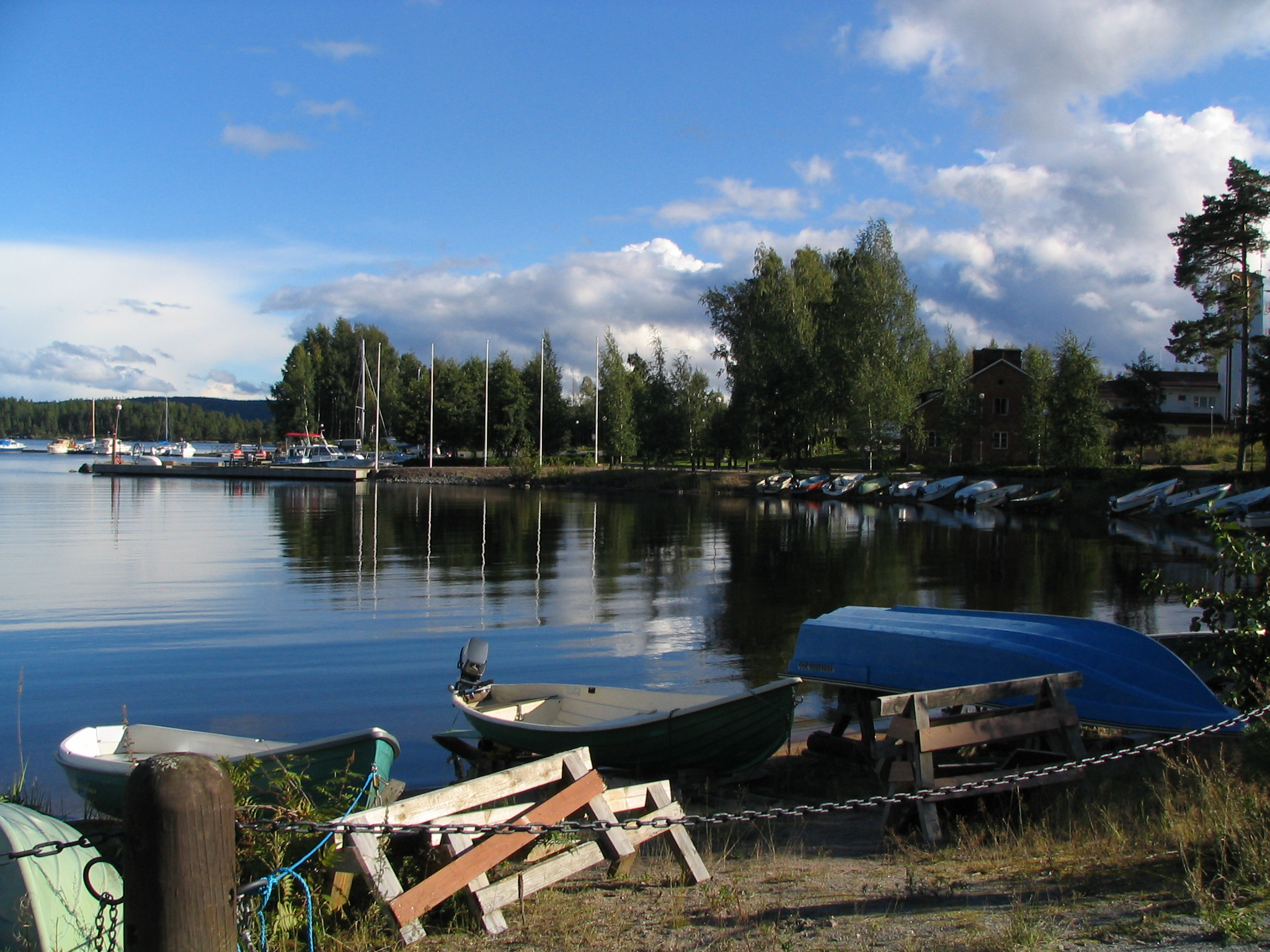
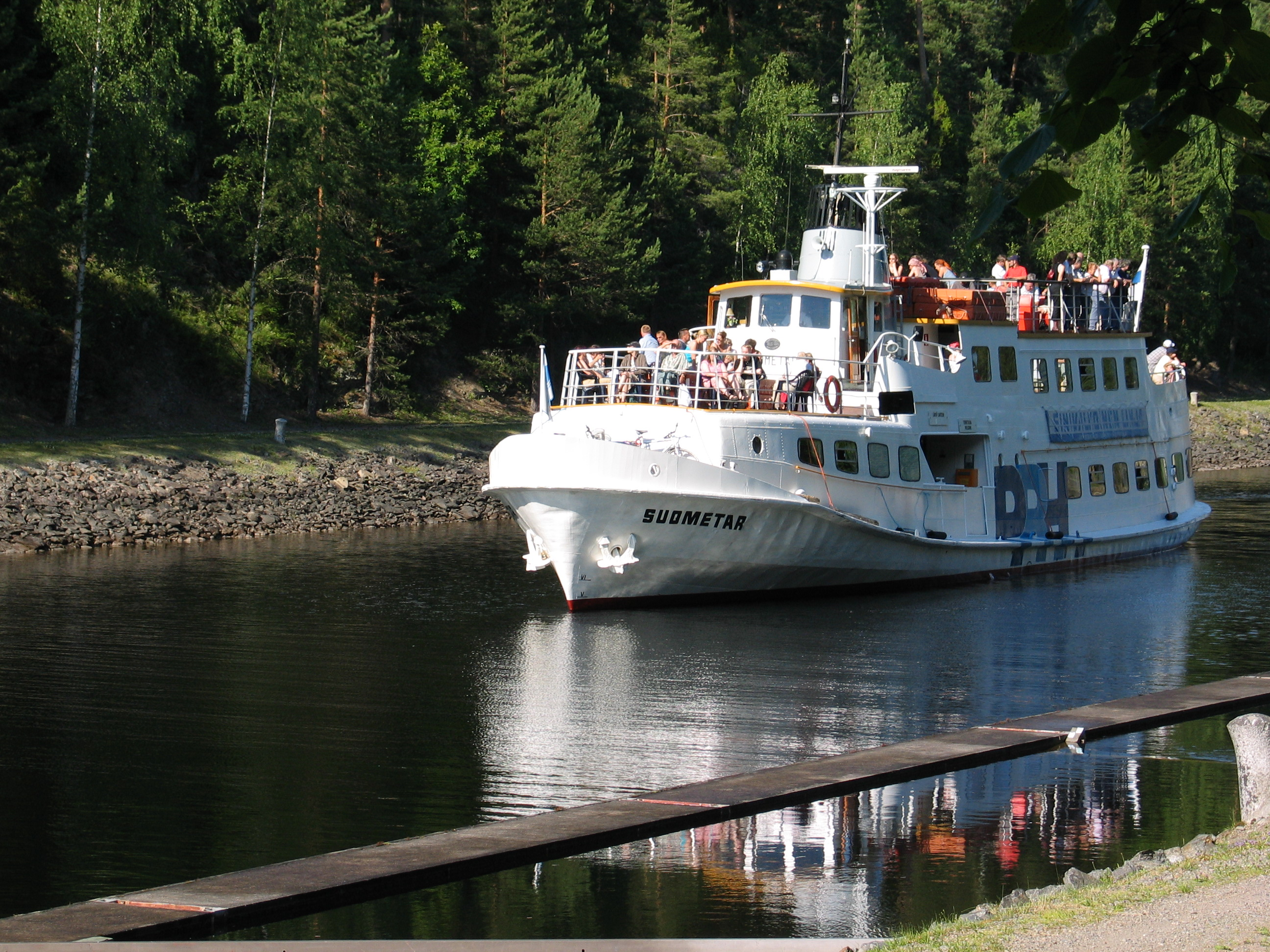
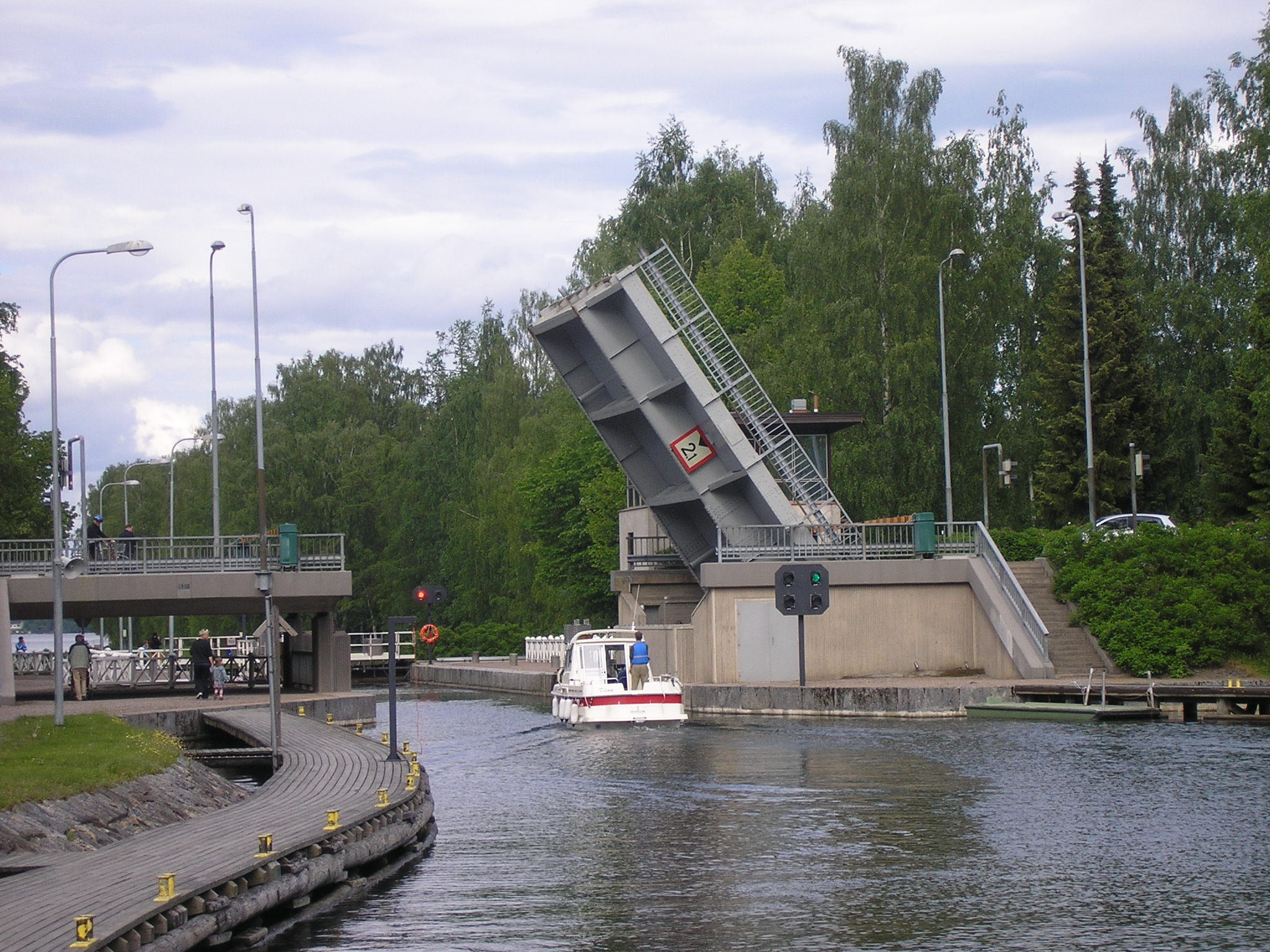
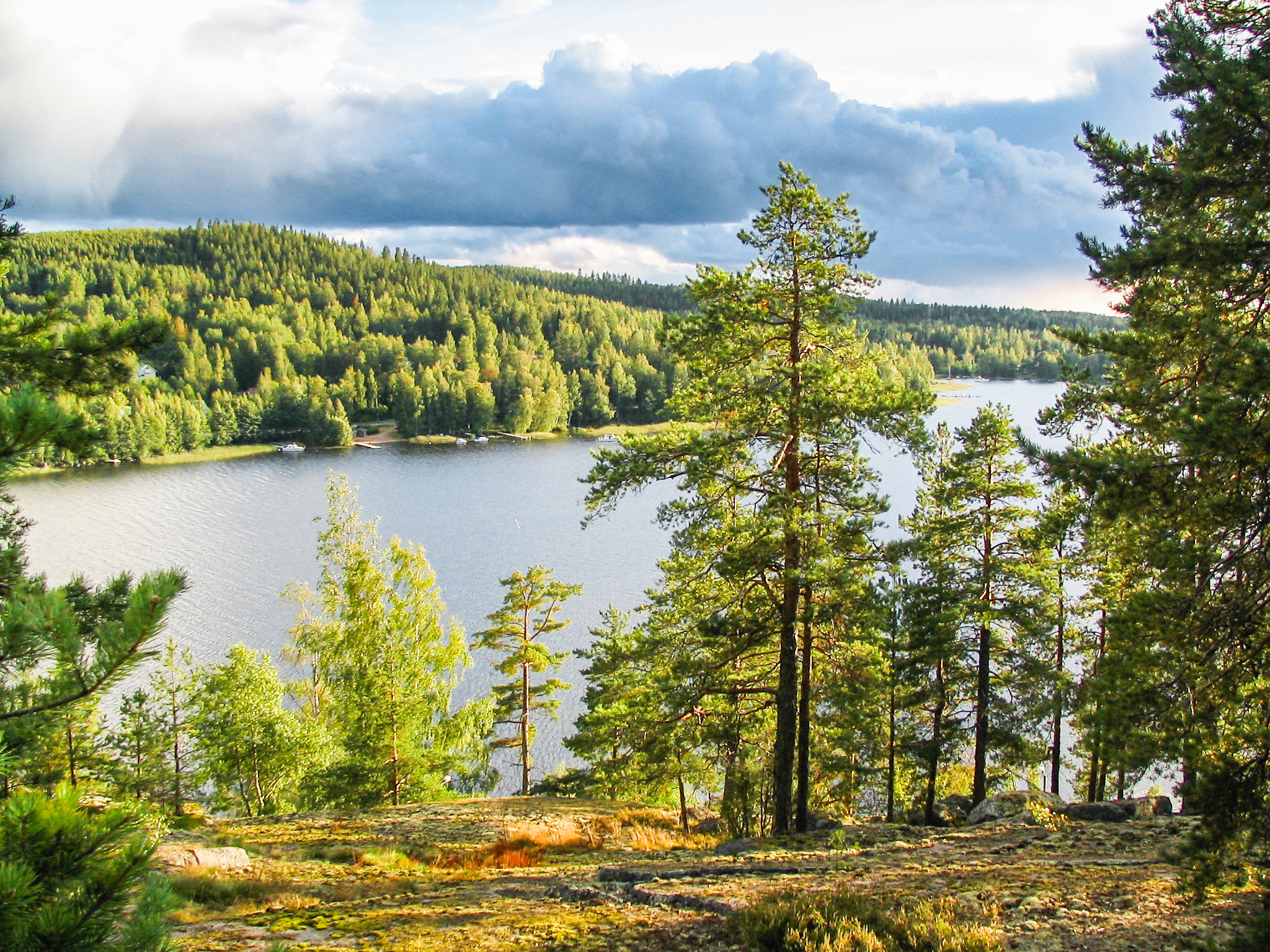
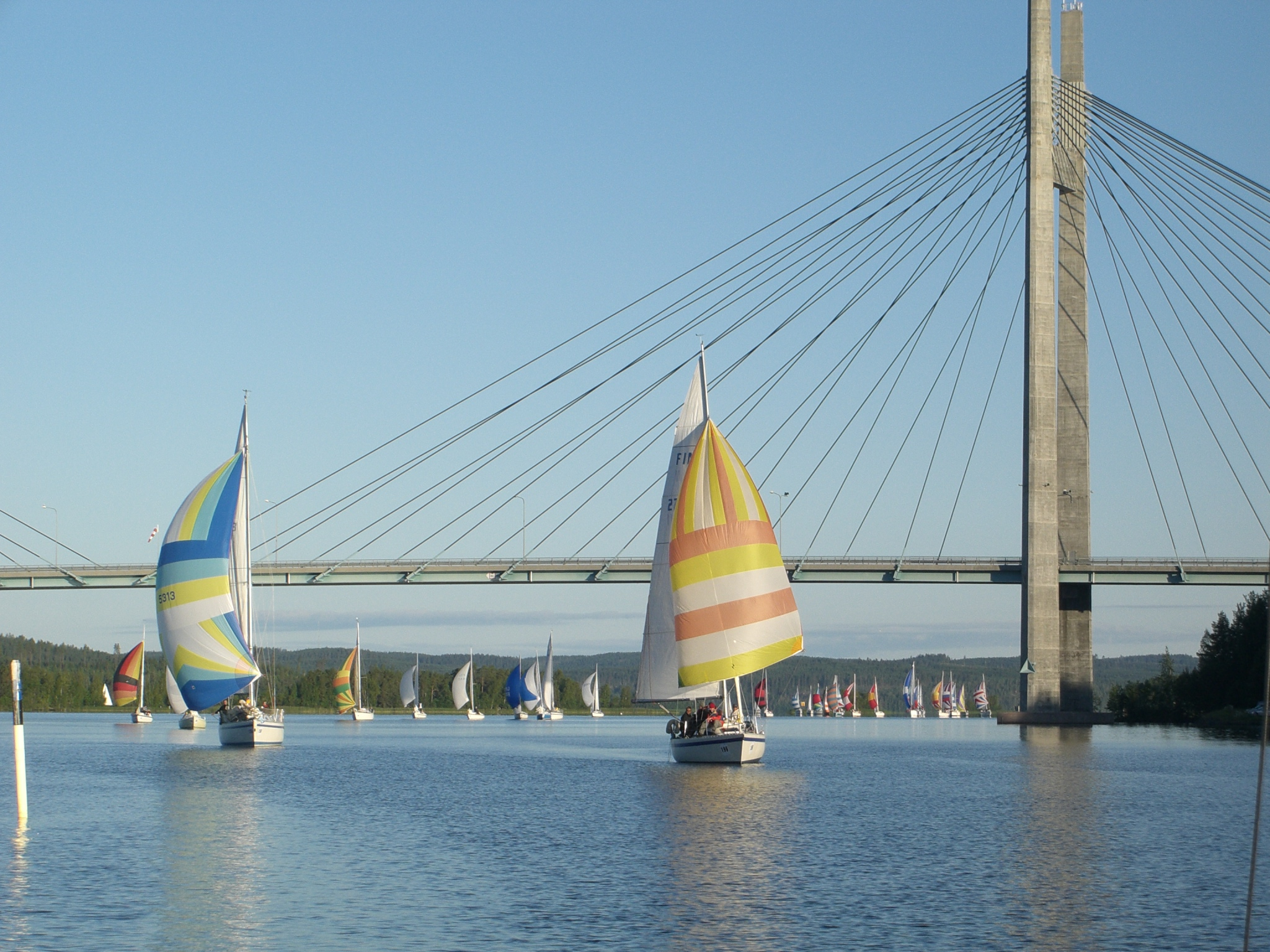
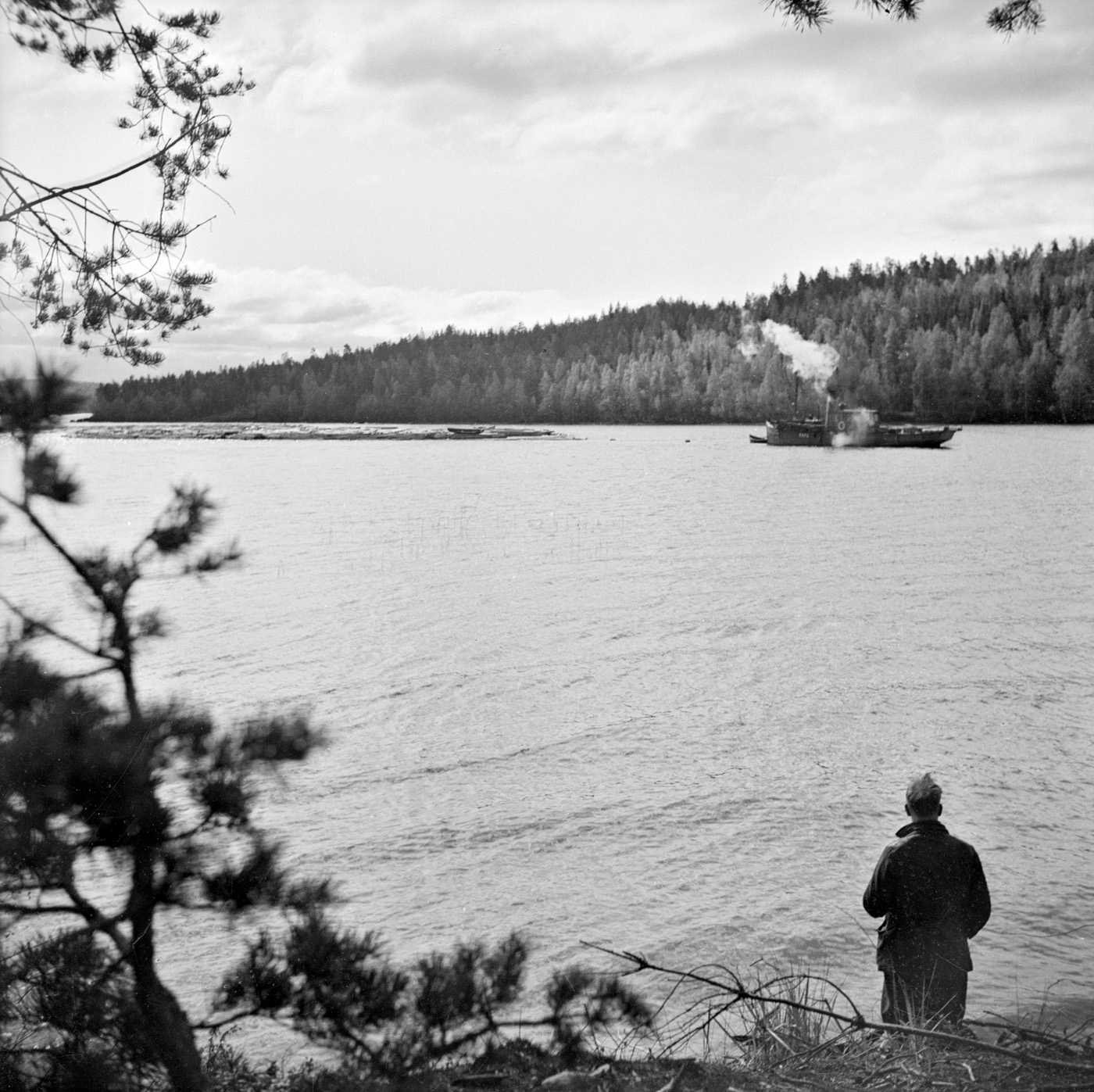
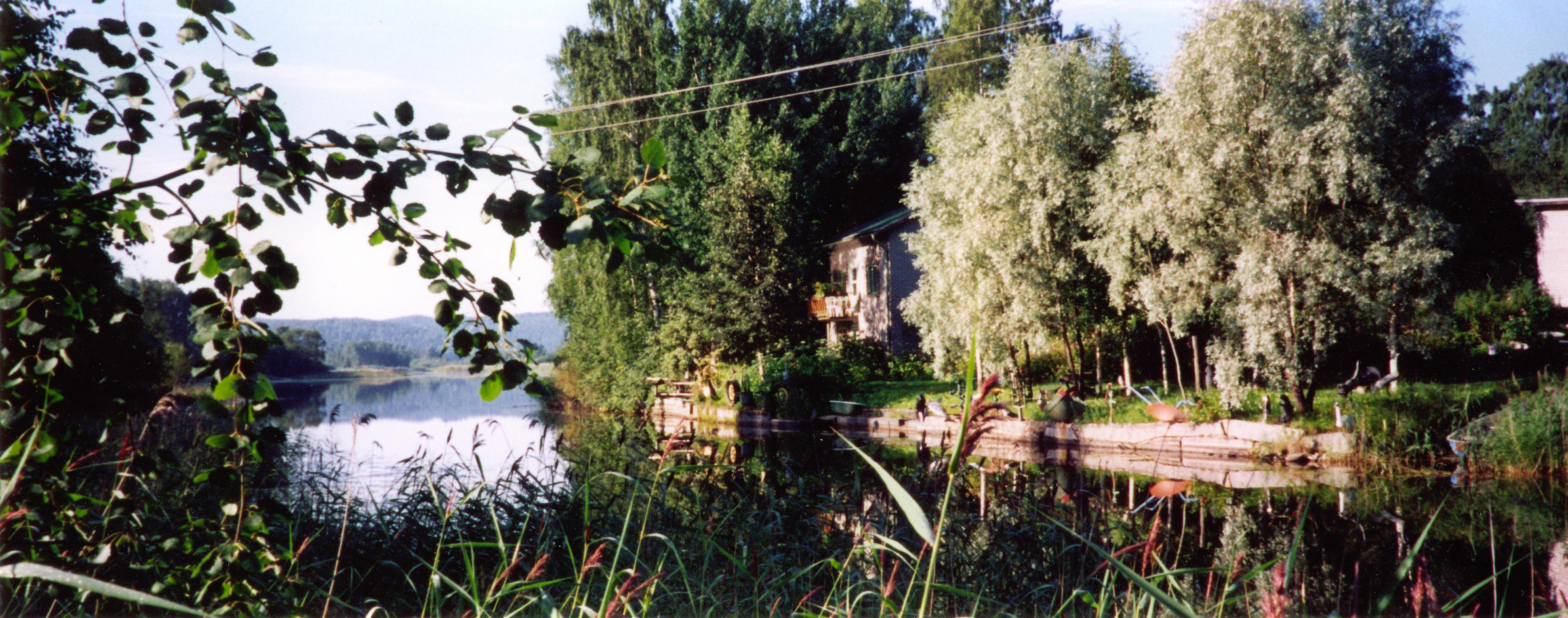
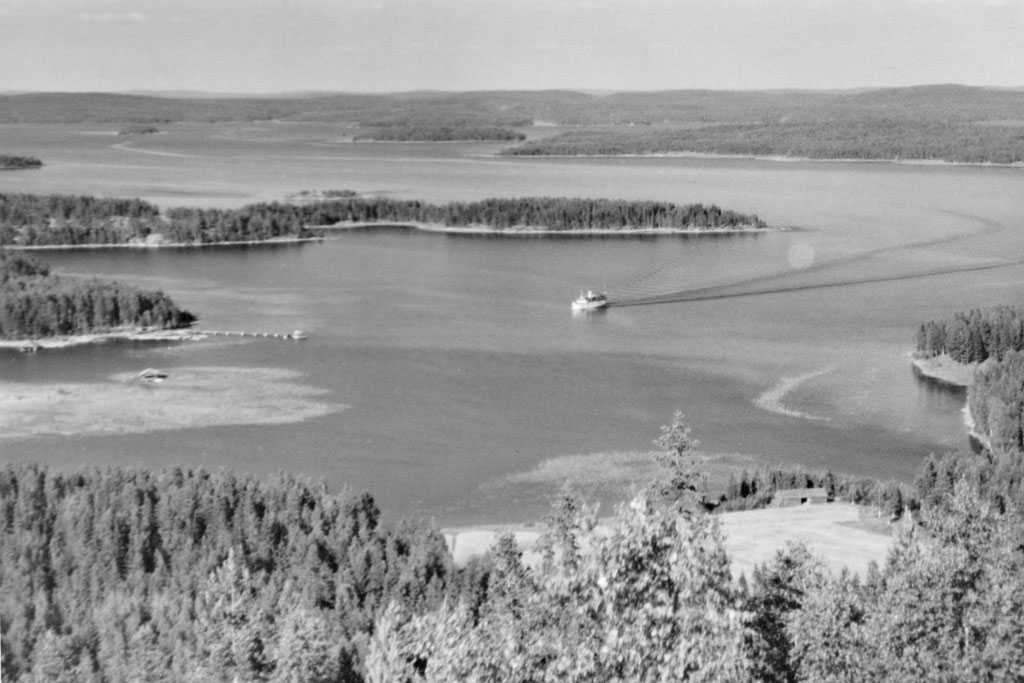
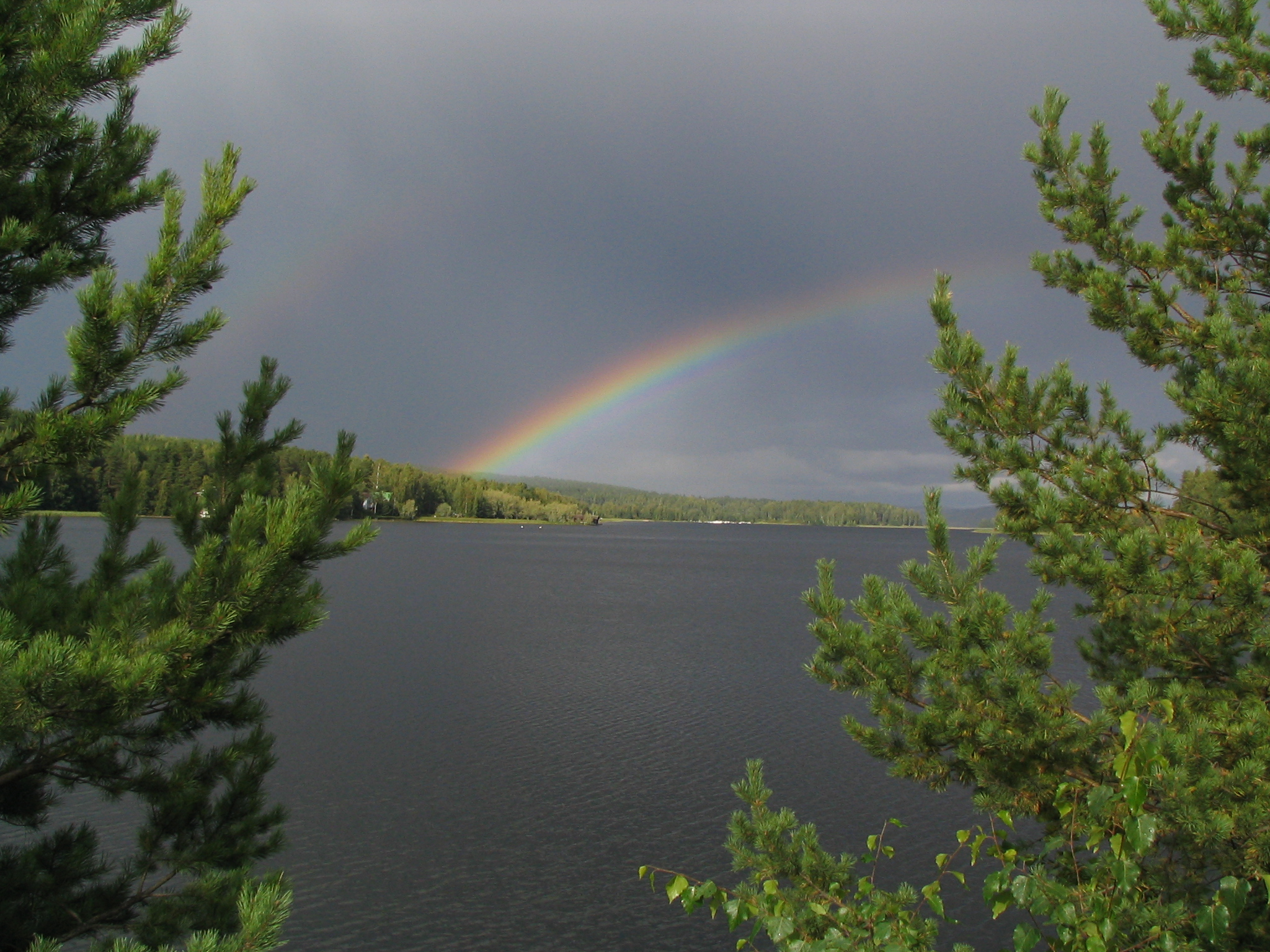
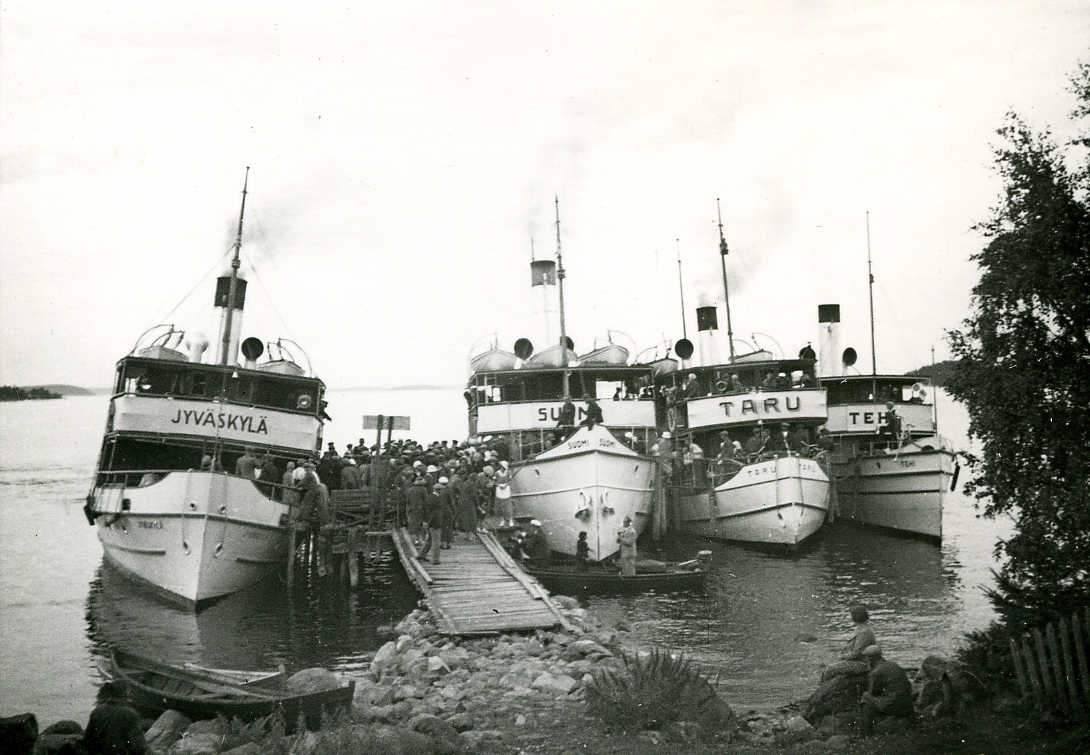
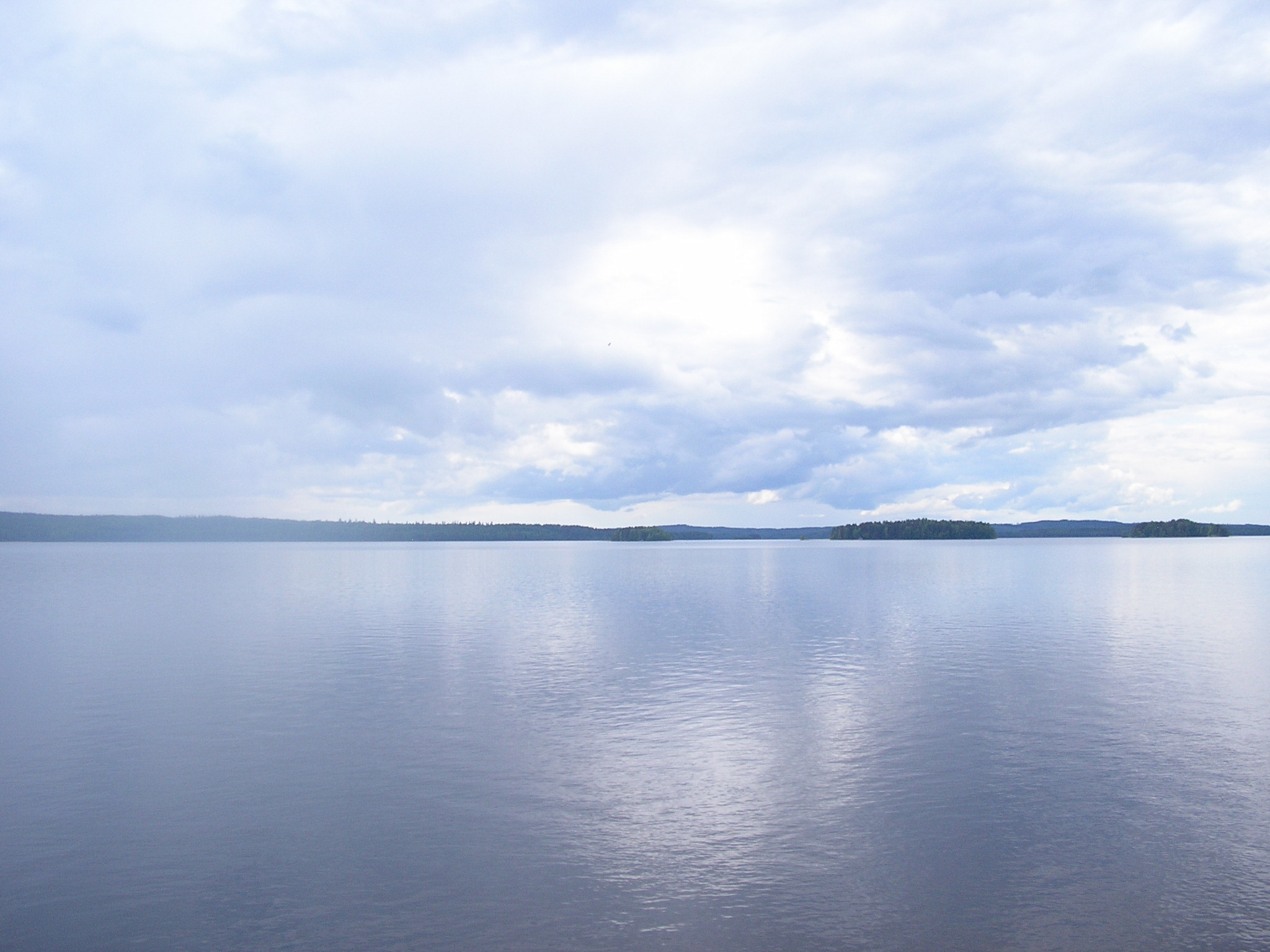
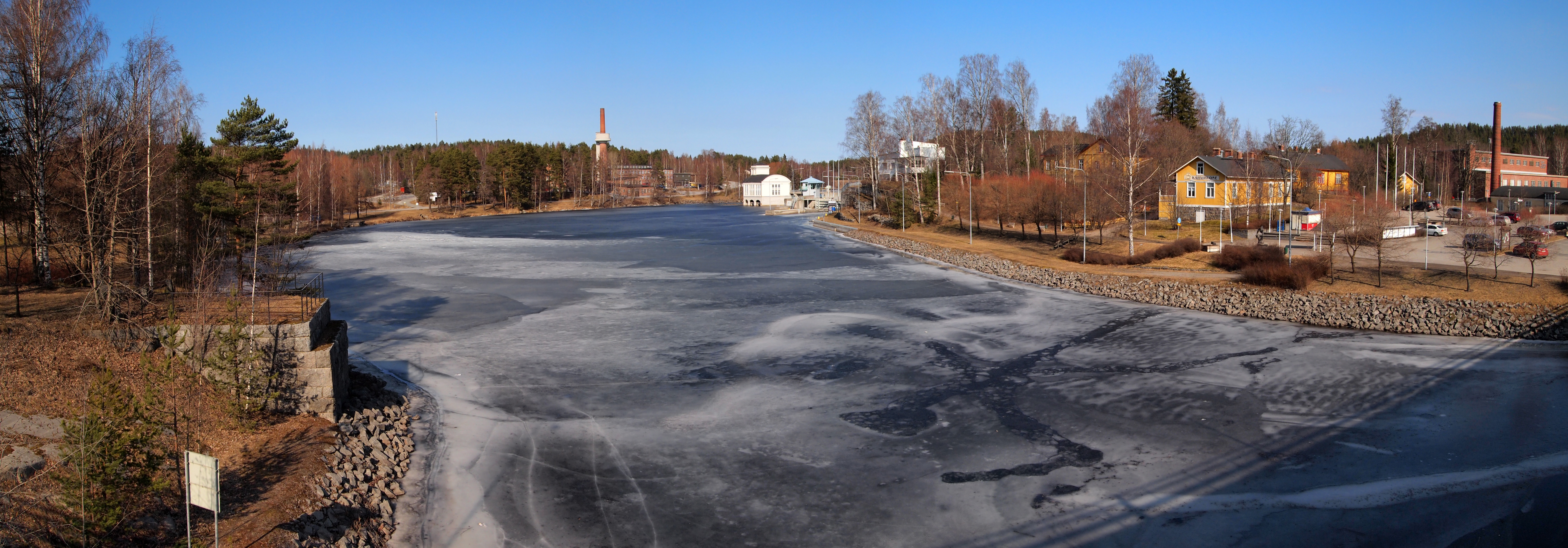